# Arthur Dom
Arthur-Freddi Dom (* 13. Januar 1903; † 22. September 1996) war ein niederländisch-deutscher Motorradrennfahrer und Ingenieur.

## Karriere
Dom arbeitete als Diplomingenieur für die von Wilhelm Gutbrod im Jahr 1926 gegründeten Standard-Werke in Ludwigsburg und war als Konstrukteur und als Rennfahrer sehr erfolgreich.
1925 und 1926 wurde Dom Schweizer 750-cm³-Meister, 1926 errang er außerdem den Titel in der 1000-cm³-Klasse der Niederländischen Straßenmeisterschaft.
Im Jahr 1927 gelang Dom auf seinen Standard-Werksmaschinen (500 und 1000 cm³) ein Doppelsieg beim Feldbergrennen, das zwischen Oberursel und dem Sandplacken in Taunus ausgetragen wurde.
Auch beim Marburger Bergrennen gelang ihm im selben Jahr ein Doppelsieg (350 und 500 cm³). Das Schleizer Dreieckrennen gewann Dom 1927 (350 cm³) und 1928 (500 cm³). 1928 und 1930 siegte er bei Rund um die Solitude bei Stuttgart in der 350-cm³-Klasse. Hinzu kommen 1928 zweite Plätze beim Eilenriederennen bei Hannover und auf der Königsberger Rundstrecke.
1930 krönte Arthur Dom seine Karriere mit der Deutschen Meisterschaft in der 350-cm³-Klasse. Er durfte sich allerdings nur ein halbes Jahr über diesen Erfolg freuen, denn 1931 legte Konkurrent Arthur Hiller gegen Doms Sieg 1930 in Schotten Protest ein, der zu Gunsten Hillers entschieden wurde.
Seine 1931 beim Bad Godesberger Motorradhersteller Imperia aufgenommene Tätigkeit in der Geschäftsführung und zugleich als Leiter des erfolgreichen Rennstalls musste Dom 1934 offenbar aufgrund der politischen Lage beenden, nachdem ihm als Jude bereits 1933 keine Lizenz mehr erteilt worden war.

## Statistik

### Erfolge
- 1925 – Schweizer 750-cm³-Meister[1]
- 1926 – Schweizer 750-cm³-Meister[1]
- 1926 – Niederländischer 1000-cm³-Meister[2]
- 1930 – Deutscher 350-cm³-Meister (nachträglich aberkannt)

### Rennsiege
| Jahr | Klasse   | Maschine | Rennen                     | Strecke              |
| ---- | -------- | -------- | -------------------------- | -------------------- |
| 1926 | 750 cm³  | Scott    | Dutch TT                   | Circuit van Drenthe  |
| 1927 | 500 cm³  | Standard | Feldbergrennen             | Feldbergring         |
| 1927 | 1000 cm³ | Standard | Feldbergrennen             | Feldbergring         |
| 1927 | 350 cm³  | Standard | Marburger Bergrennen       | Marburg              |
| 1927 | 500 cm³  | Standard | Marburger Bergrennen       | Marburg              |
| 1927 | 350 cm³  | Standard | Schleizer Dreieckrennen    | Schleizer Dreieck    |
| 1928 | 500 cm³  | Standard | Schleizer Dreieckrennen    | Schleizer Dreieck    |
| 1928 | 500 cm³  | Standard | Marienberger Dreieckrennen | Marienberger Dreieck |
| 1928 | 350 cm³  | Standard | Rund um die Solitude       | Solitude             |
| 1930 | 350 cm³  | Standard | Rund um die Solitude       | Solitude             |

## Verweise